# Hyloniscus flammula
Hyloniscus flammula är en kräftdjursart som beskrevs av Albert Vandel1965. Hyloniscus flammula ingår i släktet Hyloniscus och familjen Trichoniscidae. Inga underarter finns listade i Catalogue of Life.